# Tenu Dam-cum-Kathhara
Tenu Dam-cum-Kathhara è una suddivisione dell'India, classificata come census town, di 20.443 abitanti, situata nel distretto di Bokaro, nello stato federato del Jharkhand. In base al numero di abitanti la città rientra nella classe III (da 20.000 a 49.999 persone).

## Geografia fisica
La città è situata a 23° 45' 17 N e 85° 51' 21 E.

## Società

### Evoluzione demografica
Al censimento del 2001 la popolazione di Tenu Dam-cum-Kathhara assommava a 20.443 persone, delle quali 10.776 maschi e 9.667 femmine. I bambini di età inferiore o uguale ai sei anni assommavano a 3.789, dei quali 1.961 maschi e 1.828 femmine. Infine, coloro che erano in grado di saper almeno leggere e scrivere erano 11.460, dei quali 7.292 maschi e 4.168 femmine.